# Andreas Weiss (Dirigent)
Andreas Weiss (* 1952 in Frankfurt am Main) ist ein deutscher Dirigent.

## Biografie
Im Alter von 16 Jahren debütierte er auf dem Podium mit Wolfgang Amadeus Mozarts Singspiel Bastien und Bastienne, studierte dann in Frankfurt Dirigieren bei Helmuth Rilling, Jiří Stárek und Karl Maria Zwißler, außerdem Horn und Schulmusik. Daneben besuchte er zahlreiche Meisterkurse, unter anderem bei Rafael Kubelík.
1981 wurde er in die Bundesauswahl Konzerte Junger Künstler des Deutschen Musikrates aufgenommen, es folgten mehrfache Auszeichnungen und Sonderpreise bei internationalen Wettbewerben, wie etwa der Grzegorz Fitelberg International Competition for Conductors und der Hungarian Television International Conductor's Competition.
Als Ständiger Gastdirigent war er 1982 bis 1984 beim Folkwang Kammerorchester Essen und 1987 bis 1988 bei der Philharmonie Südwestfalen engagiert.
1985 bis 1993 hatte er die musikalische Leitung der Kammeroper Frankfurt inne.
1986 wurde er als Professor für Dirigieren an die Hochschule für Musik Karlsruhe berufen. Nebenher engagiert er sich bei der Förderung junger, talentierter Musiker, etwa beim jährlichen Collegium Musicum Schloss Pommersfelden.
Er arbeitet mit einer Vielzahl von Orchestern im In- und Ausland zusammen, unter anderem dem Rundfunk-Sinfonieorchester Berlin, dem Radio-Sinfonieorchester Stuttgart des SWR, den Bamberger Symphonikern, dem hr-Sinfonieorchester, der NDR Radiophilharmonie Hannover, der Deutschen Radiophilharmonie Saarbrücken, den Budapester Symphonikern und dem Nationalen Symphonieorchester des Polnischen Rundfunks.
Dabei musiziert er mit Solisten wie Ulf Hoelscher, Christoph Prégardien, Maria Kliegel, Justus Frantz, Reinhold Friedrich, Lidia Grychtołówna, Kalle Randalu  oder Loriot.
Zu seinen Schülern zählen u. a. Alejo Pérez, Cosima Osthoff, Stefan Neubert, Corinna Niemeyer.